# Julius Wätjen
Julius Waldemar Wätjen (* 19. Dezember 1883 in Bremen; † 28. Februar 1968 in Blankenburg) war ein deutscher Pathologe.

## Leben
Julius Wätjen war Sohn von Heinrich Wätjen und seiner Frau Helene geb. Aselmeyer. Nach dem Abitur begann er an der Ruprecht-Karls-Universität Heidelberg Medizin zu studieren. 1904 wurde er im Corps Vandalia Heidelberg recipiert. Als Inaktiver wechselte er an die Georg-August-Universität Göttingen, die Ludwig-Maximilians-Universität München und die Albert-Ludwigs-Universität Freiburg. 1911 wurde er zum Dr. med. promoviert.
Wätjen bekleidete in der Folge Assistentenstellen in Freiburg sowie an der TH Dresden, bevor er sich 1920 für pathologische und gerichtliche Anatomie habilitierte. 1924 erhielt er eine außerordentliche Professur an der Friedrich-Wilhelms-Universität zu Berlin, 1930 folgte er dem Ruf der (noch nicht umbenannten) Friedrichs-Universität Halle auf den Lehrstuhl für Pathologie. 1932 wurde er als ordentliches Mitglied in die Deutsche Akademie der Naturforscher Leopoldina gewählt. 1933 trat er in die Nationalsozialistische Deutsche Arbeiterpartei ein und wurde Förderndes Mitglied der SS. Nach dem Ende des NS-Staats blieb Wärtjen in der Nachkriegszeit in Deutschland in der Sowjetischen Besatzungszone, aus der die Deutsche Demokratische Republik  hervorging. 1957 wurde er emeritiert.
Verheiratet war Julius Wätjenmit Else geb. von Beckerath, mit der er drei Kinder hatte. Er starb mit 84 Jahren in Blankenburg am Harz.

## Schriften
- Zur Pathologie der trachealen Schleimdrüsen, 1921
- Allgemeine und spezielle pathologische Histologie der Strahlenwirkung, 1931
- Die Mansfelder Staublunge auf Grund pathologisch-anatomischer Untersuchungen, Leopoldina, 1936